# Комбінація (серіал)
Комбінація (рос. Комбинация) — російський телесеріал режисера Микити Власова про гурт «Комбінація». Головні ролі у ньому зіграли Микита Кологривий, Єлизавета Базикіна, Павло Прилучний, Анастасія Уколова та Данило Воробйов. Прем'єрний показ розпочався на онлайн-платформі «Wink» 6 вересня 2024 року.

## Сюжет
Телесеріал розповідає про музичний гурт «Комбінація», який здобув широку популярність на початку 1990-х років. Дія починається 1988 року в Саратові: Олександр Шишинін після народження доньки вирішує повністю змінити своє життя і починає продюсувати музичний колектив, який він створив. Це перша у СРСР поп-група, у якій беруть участь лише дівчата.

## Акторський склад
- Микита Кологривий — продюсер Олександр Шишинін[ru]
- Володимир Канухін — композитор та співзасновник групи Віталій Окороков[ru]
- Єлизавета Базикіна — співачка Тетяна Іванова
- Павло Прилучний — продюсер Олександр Іратов[ru]
- Анастасія Уколова[ru] — співачка Альона Апіна
- Данило Воробйов[ru] — Максим Базикін, продюсер. Ймовірний прототип — Сергій Лісовський[ru]
- Дмитро Смолєв[ru] — поет-пісняр Юрій Дружков[ru]
- Аскар Ільясов[d] — продюсер Гарі Каримович (прототип — Барі Алібасов)
- Поліна Гухман
- Тетяна Струженкова
- Альона Апіна — викладачка консерваторії
- Уляна Кравець (дочка Наталії Шишиніної) — Наталія Шишиніна, дружина Олександра
- Ігор Черневич[ru]
- Кирило Полухін[ru]
- Дмитро Поднозов[d]

## Виробництво та реліз
Про роботу над телесеріалом та початок зйомок стало відомо у грудні 2023 року. Виробництвом зайнялися «НМГ Студия» та «Лунапарк», продюсерами стали Дмитро Нелідов, Олександр Сиров, Олена Мельникова та Ігор Гудков. Проект режисує Микита Власов. Ролі Альони Апіної та Тетяни Іванової дісталися Анастасії Уколовій та Єлизаветі Базикіній. Чоловіка Апіної, продюсера Олександра Іратова, зіграє Павло Прилучний, продюсера «Комбінації» Олександра Шишиніна — Микита Кологривий. Телесеріал знімали у Саратові.
Прем'єрний показ серіалу, що включає вісім епізодів, розпочався на онлайн-платформі Wink 3 вересня 2024 року. Остання серія вийде 21 жовтня.